# 圣费利克斯德图尔讷加
圣费利克斯德图尔讷加（法語：Saint-Félix-de-Tournegat）是法国阿列日省的一个市镇，位于该省东北部，属于帕米耶区。该市镇2009年时的人口为142人。

## 人口
圣费利克斯德图尔讷加人口变化图示
| 数据来源：INSEE |